# Голем: Како је дошао на свет
Голем: Како је дошао на свет немачки је неми хорор филм из 1920. године, од редитеља и сценариста Пола Вегенера. Преднаставак је филма Голем (1915), као и последњи део истоимене трилогије. Као и у претходна два дела, насловну улогу тумачи Вегенер, док су поред њега у главним улогама Алберт Штајнрук и Лида Салмонова. Филм је један од најистакнутијих примера немачког експресионизма.
Заједно са оригиналним филмом из 1915. и наставком Голем и плесачица (1917) чини прву филмски хорор трилогију у историји. Пошто је први део већим делом изгубљен, а други изгубљен у потпуности, Голем: Како је дошао на свет је најпопуларнији филм из трилогије. Премијерно је приказан 29. октобра 1920, у Вајмарској републици, док је продукцијска кућа Парамаунт пикчерс наредне године филм дистрибуирала и у Сједињеним Америчким Државама.
Филм се сада налази у јавном власништву.

## Радња
Радња је смештена у јеврејској четврти средњевековног Прага. Главешина јеврејске заједнице, рабин Лоу, гледајући звезде прориче да се његовом народу спрема велика катастрофа. Наредног дана, Рудолф II, цар Светог римског царства, потписује декрет којим се сви Јевреји протерују из града. Када то сазна, рабин направи глинену скулптуру по имену Голем и уз помоћ духа Астарота успева де је оживи. Његова намера је да искористи Голема како би заштитио своје људе од прогона, што му и полази за руком, али ствари потом измичу контроли, када се Голем окрене против њега.

## Улоге
| Глумац          | Улога            |
| --------------- | ---------------- |
| Пол Вегенер     | Голем            |
| Алберт Штајнрук | рабин Лоу        |
| Лида Салмонова  | Миријам          |
| Ернест Дајч     | Лоуов помоћник   |
| Лотар Мител     | витез Флоријан   |
| Ото Гебир       | цар Рудолф II    |
| Ханс Штурм      | рабин Јехуда     |
| Макс Кронерт    | чувар капије     |
| Грета Шредер    | девојка са ружом |
| Фриц Фелд       | дворска луда     |

## Пријем
Иницијалне реакције на филм су биле позитивне. У рецензији Њујорк тајмса из 1921, похваљена је глума и режија, а наводи се и поређење са Кабинетом доктора Калигарија (1920). На сајту Ротен томејтоуз, 32 критичара су оценила филм са 100%, док му је публика дала 72%.